# Polisportiva Virtus Castelfranco Emilia Calcio
La Polisportiva Virtus Castelfranco Emilia Calcio, meglio nota come Virtus Castelfranco o semplicemente Castelfranco, è una società calcistica italiana con sede nella città di Castelfranco Emilia, in provincia di Modena. Milita in Eccellenza, quinta divisione del campionato italiano.
La società venne fondata nel 1991 dalla fusione di due società cittadine: la Polisportiva Castelfranco e la Virtus Castelfranco; il nuovo sodalizio si iscrisse in Prima Categoria, approdando in cinque anni nel massimo campionato dilettantistico, nel quale conta diciassette partecipazioni. Il miglior risultato conseguito è costituito da tre quarti posti.
I colori sociali sono il giallo e il bianco. La sede delle partite interne è lo stadio Fausto Ferrarini.

## Storia
La Polisportiva Virtus Castelfranco Emilia Calcio nacque nel 1991 quando le due storiche società di Castelfranco Emilia, la Polisportiva Castelfranco e la Virtus Castelfranco, decisero di fondersi in un'unica società che rappresentasse al meglio la città. La prima stagione venne disputata in Prima Categoria sfruttando i titoli sportivi delle società ormai scomparse, e già dalla stagione successiva la squadra ottiene la promozione nella Promozione Emilia-Romagna. Nella nuova categoria, il primo anno (1993-94) viene concluso a metà classifica e quello successivo sfiora la promozione concludendo terzo. Ma è dalla stagione 1994-95 che avviene la vera svolta della Virtus Castelfranco, conquistando prima la promozione in Eccellenza Emilia-Romagna, e poi all'esordio vince anche il campionato d'Eccellenza, portando per la prima volta nella storia una squadra della città castelfranchese nel massimo campionato dilettantistico. Nei primi tre Campionati Nazionali Dilettanti disputati ottiene buoni risultati, ma nella Serie D 2000-01 subisce la retrocessione e il ritorno nei campionati regionali.
Servono tre anni di Eccellenza, durante i quali vince una Coppa Eccellenza Emilia-Romagna, per ottenere la vittoria del campionato e ritornare nel 2004 in Serie D. Le prime quattro stagioni vengono concluse a metà classifica, mentre nel 2008-09 la Virtus Castelfranco riesce a salvarsi dalla retrocessione solo tramite la vittoria dei play-out ai danni del Suzzara. Nel 2010-11 manca invece l'accesso alla fase finale dei play-off nazionali perdendo 2-0 la finale di quelli regionali col Pontedera. L'anno successivo si ferma alla semifinale perdendo con l'Este, ma nel 2012-13 disputa la stagione più gloriosa del calcio castelfranchese; la Virtus Castelfranco viene eliminata nella semifinale della Coppa Italia Serie D dal Delta Porto Tolle, ma questo risultato le permette di avere accesso alla terza fase dei play-off nazionali come migliore semifinalista. Ai play-off, dopo la netta vittoria ai quarti di finale per 5-0 a Viterbo con la Viterbese, la squadra perde la semifinale con la Virtus Vecomp Verona, ma ottiene il secondo posto nella graduatoria per i ripescaggi in Lega Pro Seconda Divisione. La società tuttavia deve rinunciare al campionato professionistico a causa della somma economica richiesta per l'iscrizione troppo elevata.
Dopo 13 anni di Serie D, nella stagione 2016-2017 arriva la retrocessione in Eccellenza. Il giorno 11 luglio 2022 la società ha un nuovo Presidente, dopo oltre 40 anni Paolo Chezzi lascia la società ed è sostituito da Diego Di Cosmo

## Colori e simboli

### Colori
I colori ufficiali sono il bianco e il giallo, ripresi dal gonfalone del comune di Castelfranco.

### Simboli ufficiali
Stemma
Lo stemma della Virtus Castelfranco è uno scudo francese antico contenente al suo interno la denominazione della squadra e i colori del club disposti a quarti e un castello nero, già presente nello stemma del comune, con all'interno una palla da calcio.

## Strutture

### Stadio
Come campo per le gare interne la Virtus Castelfranco utilizza lo stadio Fausto Ferrarini, intitolato ad un ex atleta, che può contenere 1280 posti. L'impianto dispone di una pista d'atletica, di un terreno in erba sintetica e di una tribuna coperta.

## Società

### Organigramma societario
- Diego Di Cosmo - Presidente e Direttore generale
- Claudio Trebbi - Vicepresidente
- Luca Tommasini- Team Manager
- Alessandro Ghidini - Direttore Sportivo
- Vincenzo Pepe- Direttore Tecnico
- Antonio Martino- Responsabile Eventi

### Sponsor
| Cronologia degli sponsor tecnici - 1991-2005 ... - 2005-2009 Sportika - 2009-2010 Macron - 2010-2011 Nike - 2011-2012 Mass - 2012- Sportika | Cronologia degli sponsor ufficiali - 1991-2005 ... - 2005-2006 Burro Zanasi, Almac - 2006-2007 Futura - 2007-2009 Borghi - 2009-2010 Conad - 2010-2012 Pilati, Conad - 2012-2015 Biagini, Almac, Conad - 2015-2016 Almac - 2016- Almac, BPR - 2021- Magni, BPR |

### Settore giovanile
- Roberto Parenti - Responsabile del settore giovanile

Il Castelfranco Calcio conta 18 squadre del settore giovanile e una squadra amatoriale, per un totale di 410 atleti.
I migliori risultati conseguiti dal settore giovanile sono due vittorie del Campionato Giovanile Allievi Emilia-Romagna (2013-2014, 2014-2015).

## Allenatori e presidenti
| Allenatori - 1991-1994 ... - 1994-1999 Francesco Salmi - 1999-2005 ... - 2005-2006 Francesco Salmi Marcello Chezzi - 2006-2017 Marcello Chezzi - 2017-2018 Francesco Cristiani - 2018-2019 Mirko Fontana Vincenzo Conte - 2019- Vincenzo Conte - 2022-2023 Mirko Fontana | Presidenti - 1991-2010 Paolo Cristoni - 2010-2022 Paolo Chezzi - 2022- Diego Di Cosmo |

## Palmarès

### Competizioni regionali
- Eccellenza Emilia-Romagna: 2

1996-1997 (girone A), 2003-2004 (girone A)
- Coppa Italia Dilettanti Emilia-Romagna: 2

2003-2004, 2019-2020

### Competizioni giovanili
- Campionato Giovanile Allievi Emilia-Romagna: 2

2013-2014, 2014-2015

### Altri piazzamenti
- Eccellenza:

Terzo posto: 2018-2019 (girone B)
- Promozione:

Secondo posto: 1995-1996 (girone B)
Terzo posto: 1994-1995 (girone B)
- Coppa Italia Serie D:

Semifinalista: 2012-2013
- Coppa Italia Dilettanti Emilia-Romagna:

Finalista: 2018-2019

## Statistiche e record

### Partecipazione ai campionati
| Livello | Categoria                       | Partecipazioni | Debutto   | Ultima stagione | Totale |
| ------- | ------------------------------- | -------------- | --------- | --------------- | ------ |
| 4º      | Serie D                         | 3              | 2014-2015 | 2016-2017       | 3      |
| 5º      | Campionato Nazionale Dilettanti | 2              | 1997-1998 | 1998-1999       | 14     |
| 5º      | Serie D                         | 12             | 1999-2000 | 2013-2014       | 14     |